# Неревський кінець

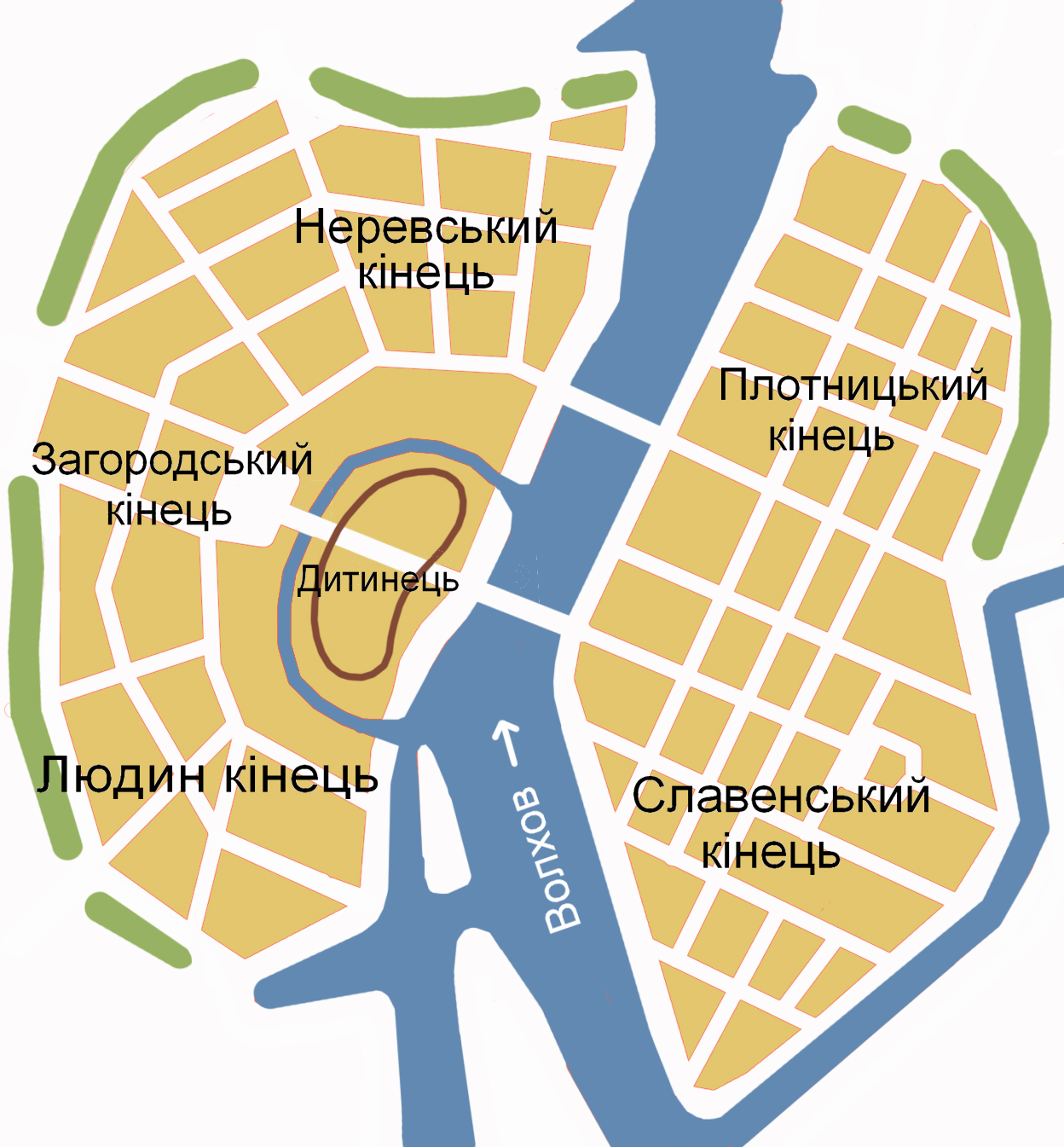
Історичний центр Великого Новгорода

Нере́вський кінець — житловий район середньовічного Новгорода на півночі Софійської сторони уздовж лівого берега річки Волхов, за ним починалася Водська п'ятина Новгородської землі.
Припускають, що Неревський кінець названий за іменем племені нерева  або угро-фінського меря. Існують різні гіпотези стосовно походження етноніма нерева, наприклад від річки Нарова (Нарва) або нерева-слов'яни, що прийшли з річки Нарев, на території сучасної східної Польщі, також нерева — невідоме балтське плем'я, і що ця назва старіша і походить з праіндоєвропейської мови (подібно Нарва, Неретва, Неріс, Нерль, Неро, Нарев) і означає місце біля води. Втім, жодне з багатьох припущень поки що не має переконливого підтвердження.
Неревське боярство було одне з найвпливовіших у Новгородській ресубліці. За легендою перші неревські бояри походили чи родинно були пов'язані з новгородським воєводою Добринею. Після нього майже 100 років посада новгородського посадника була майже спадковою серед неревських бояр: Костянтин Добринич (бл. 1014-1034/1036), Остромир Костянтинович (бл. 1052-після 1064), Завид Остромирич (1088-1094), Дмитро Завидович (1117——1118). 
З 1094 року відбувається протистоянням боярства Людиного кінця, яких підтримував князь Давид Святославич. Після вигнання останнього посадниками стають неревські бояри, родичі Добриничів — Юрій Рагуйлович (відомий також як Гюрата Рогович), син Рагуйла Остромировича, (1096 - після 1100), Микула Остромирич (після 1100 - до 1116), Добриня Рагуйлович (до 1116 -1117), Костянтин Мойсейович (син Мойсея Остромировича) (1118—1119). Після смерті останнього до 1126 року неревське боярство відстороняється від влади. Нове піднесення пов'язано з Мирославом Гюратовичем, який у 1126—1128 і 1135—1136 роках був новгородським, а у 1132—1135 роках — псковським посадником. Між його урядами керували Завид Дмитрович у 1128 році й Петро Микулинич у 1131—1135 роках, а потім Костянтин Микулинич (син Микули Остромировича) у 1135—1137 роках. Вони були союзниками князя Всеволода Мстиславича. 
Незважаючи, що внаслідок заколоту 1137 року князя Всеволода та його посадника було вигнано з Новгорожу, але неревське боярство зберегло вплив за нового князя Святослава Ольговича, при якому посадником стає Якун Мирославич (син Мирослава Гюратовича) до 1141 року. Якун вміла інтригував проти Святослава, потім домігся повалення його та приходу Ростислава Юрійовича. Цією боротьбою скористалися людинські бояри на чолі із Судилою Іванковичем, що поперервно до 1160 року керував разом з Нежатою Твердятичем. Лише у 1156 році на нетривалий час Якун Микулинич та неревське боярство повератються до влади.
Лише у 1161 році неревські бояри на чолі із Захарієм Завидичем повертаються до влади. Вони змінюють орієнтир з Суздальських на Смоленських князів. 1167 року внаслідок повстання Захарій гине й до влади приходить людинське боярство на чолі із Якуном з Руської вулиці. 1171 року неревляни під орудою Іванка Захар'їнича  відновлюють владу у місті, але швидко втрачають. Після смерті Іванка боротьбу з людинськими боярами продовжив його двоюрідний брат Завид Неревинович і син Юрія Іванковича, а 1177 року вороги влаштовують пожежу Неревського кінця. В цей час вже боярські роди приводять та виганяють князів, ствановлюючи у Новогороді боярське панування, перетворюючи Новогородську землю на незалежну Новогородську республіку. Головним суперником стає Михалко Степанич, представник людинського боярства.
1186 року неревляни зазнали тяжкої поразки, а їх очільники вимушені були втекти до Смоленську. У Новогороді залишилася лише молодша гілка неревлян — Малишевичі (від Прокши Малишевича, онука посадника Добрині Рагуїловича), але не обіймали жодних посад. Натомість вони зосередилися на походах з підкорення Помор'я та Югри. Перший такий похід здійснив Ядрей (Яків) Прокшинич у 1193 році, але загинув наступного року. 1200 року у битві з литовцями загинули Рагуїл і Олексій Прокшиничі та їх двоюрідний небіж Юрій Сбиславич. Більш вдало діяв Нездила Прокшинич, який переміг литовців біля Луки. 1212 року новгородським єпископом стає Антоній, син Ядрея Прокшинича.
1215 року Юрій Іванкович повертає собі посаду посадника. Він підтримав Ярослава Всеволодовича, якого переміг 1216 року Мстислав Мстиславич, внаслідок чого Юрій втратив посаду посадника, яка перейшла до людинського боярина Твердислава Михалковича. Вже 1217 року разом з князем мстиславом Юрій Іванкович перебирається до Галицького князівства, де стає тисяцьким Перемишля. Його син Владислав Юрійович очолив в подальшому опозицію галицькому князю Данилу Романовичу.
У Новгороді боротьбу продовжули Малишевичі, які у 1219 і 1220 роках намагалися повалити владу людинських бояр, але невдало. Втім 1223 року повернувся на єпископську кафедру Антоній Ядрейкович, а ігуменом впливого Хутинського монатсиря стає Ксенофонт, брат Прокши Малишевича, а 1228 року тисяцьким Новгороду — В'ячеслав Прокшинич. Але вже 1229 року відбулося повстання людинського боярства, внаслідок чого брати В'ячеслав і Богуслав Прокшиничі вимушені були тікати з міста, але повертаються вже 1231 року. Вячеслав Прокшинич фактично стає опікуном братам Андрію і Олександру Ярославичам.
Після смерті 1247 року Костянтина В'ячеславича неревських бояр очолив рід Мишиничів, представники яких з 1272 до 1346 року з деякими перервами обіймали посаду Новогородського посадника. Останнім значним представником був Микита Матвієвич, що був посадником 1259 року. Неревські бояри брали активну роль у підкоренні племені корел, за землі яких велися війни зі Швецією, відіграли важливу роль у захопленні Двінської області на півночі, біля Білого моря. Неревські бояри стали фактично останніми представниками новгородського боярства, що зберігали володіння після погромів  московських володарів Івана III і Івана IV. Останні неревляни переселилися з Новгороду у 1570-х роках на Орловщину та Нижньогородчину. Їх місця у Неревському кінці посіли московські та суздальські бояри та боярські сини.
Згадки в літописах не були частими і відносяться до пізнього середньовіччя:
|  | В літо 6922 (1414). І згорів Неревський кінець від святого Володимира і до Гзені, і згоріло кам'яних церков 8, а дерев'яних 5 Оригінальний текст (ст.-слов.) [В лѣто 6922 [1414] Мѣсяца августа въ 3, погорѣ Неревьскыи конець от святого Володимера и до Гзени; а дерквии каменых огорѣ 8, а древяных 5] Помилка: {{Lang}}: невпізнаний код мови: старослов'янська (допомога) |

## Археологічні розкопки
Неревський розкоп на місці Неревського кінця вівся протягом 12 років. Було розкрито площу близько 10 тисяч квадратних метрів. На розкопі 26 липня 1951 р. під час розкопок, які велися археологічною експедицією Московського університету та Інститутом археології Академії наук СРСР під керівництвом Артемія Арциховського, було виявлено першу берестяну грамоту. У 1952 році археологи виявили і розкрили на довжину 183 метрів Велику вулицю — головну вулицю Неревського кінця. Вона вела від дитинця на північ у бік княжого Звіринця (пізніше Звірин монастир). Були розкриті також Холопська вулиця, в 1955 році перехрестя Великої і Козьмодемьянської вулиць. Під час розкопок було виявлено залишки житлових та господарських споруд, зокрема й садибу новгородського посадника Онцифора Лукинича, а також предмети домашнього ужитку, монети тощо.
Найдавніші матеріали — перехрестя Великої і Козьмодемьянської вулиць — датуються 953 роком.

## Сучасність
Сучасні вулиці Новгорода на місці Неревського кінця (Велика (за радянських часів Дмитрієвська), Розважа та ін.) за напрямком і положенням майже збігаються з історичними.